# Miedziana Góra (powiat Kielecki)
Miedziana Góra is een dorp in het Poolse woiwodschap Święty Krzyż, in het district Kielecki. De plaats maakt deel uit van de gemeente Miedziana Góra en telt 1600 inwoners.